# 芥川也寸志の楽曲一覧
芥川也寸志の楽曲一覧（あくたがわやすしのがっきょくいちらん）は、芥川也寸志作曲の楽曲一覧である。ジャンルごとに作曲年順に掲載した。

## 管弦楽・弦楽
- 交響管絃楽のための前奏曲（1947年）
- 交響三章（トリニタ・シンフォニカ）（1948年）
- 小管弦楽のための組曲（1949年）- NHKラジオ「日曜随想」にて放送。「Basso ostinato」と「終曲 - トッカァタ」の2曲が現存。前者はピアノのための『ラ・ダンス』の間奏曲の編曲。（1管編成）
- 交響管弦楽のための音楽（1950年）
- マイクロフォンのための音楽（1952年）一管編成＋テープ操作
- 弦楽のための三楽章（トリプティーク）（1953年）
- 交響曲第1番（1954年、1955年改訂）
- 喜遊曲（ディベルティメント）（1955年）- 終曲を交響曲第1番の1955年改訂版第2楽章に改作。その後、本作は破棄された。ただし楽譜は現存する。
- 交響組曲 青年の歌（1955年）
- エローラ交響曲（1958年）
- 弦楽のための「陰画」（1966年）
- オスティナータ・シンフォニカ（1967年）
- チェロとオーケストラのための「コンチェルト・オスティナート」（1969年）
- オスティナータ・シンフォニカ'70（1970年）-「オスティナータ・シンフォニカ」の改訂版
- オーケストラのためのラプソディー（1971年）
- GXコンチェルト　～GX-1とオーケストラのためのコンチェルト・オスティナート～（1974年）- ヤマハ・GX-1とオーケストラのための協奏曲。
- ヴァイオリンとオーケストラのための《秋田地方の子守歌》（1977年）- NHK委嘱・NHK「音楽の広場」のための
- Do Re Mi Fa So Ra Si Do! （1977年）- 二管編成、NHK「音楽の広場」のための
- 阿波踊り（1977年）
- 火遊び（1978年）NHK「音楽の広場」のための
- Clapping Orchestra（1978年）- 二管編成、NHK「音楽の広場」のための
- March1979「栄光をめざして」（1979年）- 管弦楽版と吹奏楽版が存在
- 証城寺の腹づつみ ～オーケストラとティンパニのための～（1979年）NHK「音楽の広場」のための[1][注釈 1]
- いろんなひつじさん（1979年）NHK「音楽の広場」のための
- 大来外相かく語りき（Br独唱つき）NHK「音楽の広場」のための
- 阿波踊り（1980年）NHK「音楽の広場」のための
- クラシックなロンドン橋（1981年）NHK「音楽の広場」のための
- 行進曲「風に向かって走ろう」（1982年）- 管弦楽版と吹奏楽版が存在
- ほほえみは愛（1983年）NHK「音楽の広場」のための
- 突っぱり交響曲（198〓年）NHK「音楽の広場」のための
- アレグロ・オスティナート（1986年）- 外山雄三、三枝成章、石井眞木と共に1楽章ずつ合作した交響組曲『東京』の終曲。FM東京開局15周年記念委嘱作品。GXコンチェルトの一部を改作したもの。
- オルガンとオーケストラのための「響」（1986年）- サントリーホール落成記念委嘱作品。「オスティナータ・シンフォニカ」の素材が多く用いられている。
- ゴジラの主題によせるバラード（1988年）-「伊福部昭先生の叙勲を祝う会」にて発表された『伊福部昭のモチーフによる讃』の1曲で、１管編成の小品。

## 室内楽・器楽
- 前奏曲集「田舎より」op.2（1944年、ピアノ／全6曲／1.歌 2.野良にて 3.踊り 4.水車小屋のある小景 5.黎明 6.行進）
- ピアノ詩曲op.3-2（1944年、ピアノ）
- 無題（1946年、ピアノ）
- ピアノ三重奏曲（1946年）
- ラ・ダンス（1948年、ピアノ）
- 弦楽四重奏曲（1948年、SQ） - 2、3楽章を「弦楽のための三楽章（トリプティク）」として改作後、破棄された。ただし、楽譜は現存する。
- ヴァイオリンとピアノのための「バラッタ」（1951年）
- 8つの打楽器のための3楽章（1953）[2] - 未発表作
- Nyambe（1959年）- 破棄。ただし楽譜は現存する。
- 弦楽のための音楽第1番（1962年、9人の弦楽奏者のための）
- 子供のためのピアノ曲I, II（1950年代?）
- ヴァイオリンとピアノのための《東北の獅子舞》（1979年、Vn・ピアノ）発表時タイトルは「ヴァイオリンとピアノのためのSASARA」
- 3つの子供のうた（1978年、2Vn・2Vc・ピアノ）
- 子供のための「24の前奏曲」（1979年、ピアノ）
- 遊園地（1984年、ピアノ、「49の作曲家によるピアノ小品集」のための）
- 赤ずきん（1985年、ピアノ、奥村一らとの共作「4つのおはなし」の一曲）
- 帰れよ（1985年、ピアノ）
- 5本の指の踊り（1985年、ピアノ）
- ちっちゃなワルツとちっちゃなメヌエット（1986年、「49の作曲家によるピアノ小品集」のための）
- ノクターン（1987年、「49の作曲家によるピアノ小品集」のための）

## 吹奏楽
- Marcia in do（1959年）- 吹奏楽曲。古関裕而と飯田三郎と1楽章ずつ合作した「祝典組曲」の3曲目。
- 東京ユニバーシアード・マーチ（1967年）
- March1979「栄光をめざして」（1979年）- 吹奏楽版
- 行進曲「風に向かって走ろう」（1982年）― 吹奏楽版

## オペラ
- 歌劇「暗い鏡」（1960年） -台本・大江健三郎　破棄　後にヒロシマのオルフェに改作
- 歌劇「ヒロシマのオルフェ」（1967年）- 台本：大江健三郎　ザルツブルク・オペラ・コンクール第1位。西村朗による室内管弦楽編曲版が存在。

## ミュージカル・音楽劇
- 雪の女王（1952年、木馬座、作詞：北牧子）バラの歌、粉雪の歌などを含む
- 双子の星（新日本放送、1953年）
- 子供のための交響曲「双子の星」（1957年、宮澤賢治作「雙子の星」による）
- 歯車の中で（1961年、ミュージカル、大阪労音）
- 草っぱらの子供たち（1963年、ミュージカル、成城学園児童劇）
- 子どものまつり（1966年、ミュージカル、成城学園児童劇）
- みつばちマーヤ（1967年、ミュージカル、成城学園児童劇）
- 森のすきなおとなとこどものための音楽童話「ポイパの川とポイパの木」（1979年）- 語り手とorch

## 舞踊音楽
- バレエ音楽「失楽園」（1950年）
- バレエ音楽「湖底の夢」（1950年） - 二幕四場、総譜は行方不明。
- バレエ音楽「Kappa」（1951年）- 総譜は大部分が現存するが一部は行方不明。
- バレエ音楽「炎も星も」（1953年） - 二幕四場、総譜は行方不明。
- 4つのピアノ小品：カリカチュア、 失楽の庭、猫のトリオ、グロテスク（1954年）
- イルミナシオン（1955年）
- バレエ音楽「蜘蛛の糸」（1968年）
- 音楽と舞踏による映像絵巻「月」（1981年）- イタリア放送協会賞、エミー賞受賞。

## 劇音楽
- 挿話（1949年、文学座）
- 道遠からん（1950年、文学座）
- クック船長航海異聞（1950年、文学座）
- どん底（1954年、文学座）
- 赤いランプ（1954年、俳優座）
- なよたけ（1955年、文学座）
- マクベス（1958年、文学座）
- マリアの首（1959年、新人会）
- 日本の騎士（1970年、雲）
- 花粉になった女（1974年、劇団芸協）

## 合唱曲
- 心の種子（1951年、合唱・ピアノ） - 全国唱歌ラジオコンクール（現 ［NHK全国学校音楽コンクール］中学校の部課題曲）
- 仲間たち（1952年、合唱・ピアノ）
- 祖国の山河に（1953年、無伴奏合唱） - うたごえ運動のための
- 砂川（1956年、混声合唱・ピアノ）1.風に、2.土に、3.人に、4.火に - うたごえ運動のための
- 新聞（1956年、4声）
- みち-あかつきの子らのために-（1956年、歌）
- パプア族の2つの旋律（1957年、合唱・打楽器） - 歌曲「パプア島土蛮の歌」の改作
- コント・フランセーズ（1958年、4声）
- お天道様・ねこ・プラタナス・ぼく（1958年、無伴奏混声合唱）
- かま焚きのうた（1958、岩谷時子詞）
- オケラのうた（1969、無伴奏合唱、宮沢章二詞）
- 春には花の下で（1977年、山川啓介詞）
- 大いなる旅（1977年、山川啓介詞）
- うたの旅（1977年 - 1984年、NHK『音楽の広場』のための）
- NHK「音楽の広場」のためのうた（1978年 - 80年）
  - ここは瀬戸内（1978年、中村千榮子詞、管弦楽伴奏の女声合唱／独唱版あり）
  - 太陽の町（1978年、増永道子詞、管弦楽と児童合唱）
  - 雛の春（1979年、高田敏子詞、管弦楽伴奏の女声合唱／独唱版あり）
  - 春の気配（1979年、山上路夫詞、管弦楽伴奏の女声合唱／独唱版あり）
  - 大地はともだち（1979年、山川啓介詞、管弦楽伴奏の児童合唱）
  - うたいましょう うたいましょう（1979年、江間章子詞、管弦楽伴奏の女声合唱）
  - 南の旅へ（1979年、岩谷時子詞、管弦楽伴奏の女声合唱／独唱版あり）
  - 海濱獨唱（1980年、室生犀星詞、管弦楽伴奏の男声合唱）
  - 森の街（1980年、岩谷時子詞、管弦楽伴奏の児童合唱）
  - 音楽の好きな街（1980年、岩谷時子詞、管弦楽伴奏の児童合唱）
  - 母のアルバム30年（1980年、鈴木悦夫詞、管弦楽伴奏の女声合唱）
  - 生きている国（1981年、山川啓介詞、管弦楽伴奏の児童合唱）
- みずでっぽう（1979年、さとうよしみ詞、合唱と管弦楽）
- こどものうた（1972年 - 、小林純一とのコンビによる未発表の作品、両者の没後出版）
- 食いしん坊のうた-萩野昭三のために-（1981年、作詞：北彰介）
- 津軽戯歌（1981年、萩野昭三リサイタルのために）
- 自我偈（1981年、日蓮宗教文詞、合唱）
- 21世紀賛歌・人間はまだ若い（1983年、混声合唱・2管Orch・ブラス、宮沢章二詞）
- 月夜のでんしんばしら（編曲・1983年、合唱・弦楽・打楽器）宮沢賢治の作詩作曲「音楽の広場 銀河のメロディ～宮沢賢治～」に於ける芥川編曲（宮沢章二ではなく宮沢賢治の間違い）
- 星めぐりの歌（編曲・1983年、宮沢賢治：作詩作曲）「音楽の広場 銀河のメロディ～宮沢賢治～」に於ける芥川編曲
- 佛立開導日扇聖人奉讃歌「いのち」（1988年、混声合唱・3管Orch、なかにし礼詞） - 絶筆。鈴木行一補作。1989年、追悼コンサートにて初演。吹奏楽版あり。

## 独唱曲
- つつとりて（1945年以前、独唱・ピアノ）
- 白秋抒情曲集 - 北原白秋詞。團伊玖磨によれば、陸軍戸山学校軍楽隊時代から終戦直後にかけて、白秋の「わすれなぐさ」の中から詩を選んで作曲された橋本国彦風の作品[3]。
- 歌曲集《車塵集》（1949年、メゾソプラノ独唱・ピアノ）1 もみぢ葉、2 薔薇をつめば、3 水彩風景、4 採蓮、5 春のをとめ
- パプア島土蛮の歌（1950年、声・ピアノ） - 歌詞はパプア語による
- やわらかき光の中に（1950年、ソプラノとピアノ）楽譜未発見（1950年の香山淑子独唱会で初演）
- 罌粟（けし）よ罌粟よ（1950年、ソプラノとピアノ）楽譜未発見（1950年の香山淑子独唱会で初演）
- 若き日の夢（1950年、ソプラノとピアノ）楽譜未発見（1950年の香山淑子独唱会で初演）
- 奉讃歌「ひじりの宮の御前にありて」（1951年） - 團伊玖磨、清水脩との共作（3つの楽章を各作曲家が担当）
- 花にそえて-母にささげるうた-（1951年？作詞：深尾須磨子）
- 雪（1983年、メゾソプラノ独唱・ピアノ、高田敏子詞）第16回新しい日本の歌のために
- あやめ（1984年、アルト独唱・ピアノ、高田敏子詞）第17回新しい日本の歌のために
- 若木の枝のねむの花（1985年、メゾソプラノ独唱・ピアノ、高田敏子詞）第18回新しい日本の歌のために
- コスモスの花（1986年、アルト独唱・ピアノ、高田敏子詞）第19回新しい日本の歌のために
- かたくりの花（1987年、歌、ピアノ）第20回新しい日本の歌のために

## 童謡
- うさぎのお耳（1945年）
- 山のはたおり（1945年）
- 春が来る（1945年）
- 春の知らせ（1949年3月、NHKラジオ歌謡・作詞：武田雪夫）
- 霧（1950年12月、NHKラジオ歌謡・作詞：薮田義雄）
- 黙って花を（1950年2月、NHKラジオ歌謡・作詞：本町博史）
- ぶらんこ（1950年、NHKラジオ「幼児の時間」）
- きゅっきゅっきゅっ（1950年、作詞：相良和子、NHKラジオ「幼児の時間」）
- いとすぎはひとり立っている（1951年、NHKラジオ歌謡・作詞：藤浦洸）
- 角から二軒目の花の店（1952年5月、NHKラジオ歌謡・作詞：武井つたひ）
- 小鳥のうた（1952年、作詞：与田準一）
- ヨットの歌（1953年7月、NHKラジオ歌謡・作詞：西沢義久）
- すずかけの路（作詞：岩尾好子、歌：岡部多喜子）ABCホームソング
- キンダーブックのうた（1953年）
- そらをみる（1953年、ABCホームソング）
- 何故だかしらない（1958年、作詞：谷川俊太郎、ABCこどものうた）
- はるだよどじょっこ（1961年）
- すてきな音が（1964年）
- まんなかとはじっこ（1968年、作詞：谷川俊太郎、TBSラジオ「オーナー」のために）
- 涙と汗と海と雨（1968年、作詞：谷川俊太郎）
- 3ぷんかんのスーパーマン（作詞：谷口裕治、歌：水木一郎）

## 映画音楽
- えり子とともに第1部・第2部（1951年）
- 青春会議（1952年）
- 南国の肌（1952年）
- いとし子と耐えてゆかむ（1952年）
- 若い人（1952年）
- いついつまでも（1952年） - 音楽監督: 早坂文雄
- 春の囁き（1952年）
- 煙突の見える場所（1953年）第4回ブルーリボン賞音楽賞（第4回から新設され、初の受賞者となった）第8回毎日映画コンクール音楽賞
- 吹けよ春風（1953年）
- 抱擁（1953年）
- 飛び出した日曜日（1953年）
- 私は狙われている（1953年）
- 銀二郎の片腕（1953年）
- 愛情について（1953年）
- 続・思春期（1953年）
- 広場の孤独（1953年）
- 雲ながるる果てに（1953年）
- 夜の終わり（1953年）
- 地獄門（1953年）この作品は第7回カンヌ国際映画祭で最高賞であるグランプリ（現パルムドール）、第27回アカデミー賞で名誉賞と衣裳デザイン賞を受賞した
- 戦艦大和（1953年）
- 大阪の宿（1954年）
- 風立ちぬ（1954年）
- ともしび（1954年）
- 最後の女たち（1954年）
- たけくらべ（1955年）
- たそがれ酒場（1955年）
- 33号車応答なし（1955年）
- サラリーマン目白三平（1955年） - 共作: 武満徹
- 続・サラリーマン目白三平（1955年）
- 花ひらく（1955年）
- 自分の穴の中で（1955年）
- 浮草日記（1955年）
- 彼奴を逃すな（1956年）
- 雪崩（1956年）
- 或る夜ふたたび（1956年）
- この雪の下に（1956年）
- 猫と庄造と二人のをんな（1956年）
- 台風騒動記（1956年）
- 挽歌（1957年）
- 黄色いからす（1957年）
- 米（1957年）
- 糞尿譚（1957年）
- 異母兄弟（1957年）
- 危険な英雄（1957年）
- お姉さんといっしょ（1957年） - 共作: 草川啓
- 夕凪（1957年）
- 穴（1957年）
- 脱獄囚（1957年）
- 怒りの孤島（1958年）
- 負ケラレマセン勝ツマデハ（1958年）
- 怒りの孤島（1958年）
- 新しき大地（1958年）- 共作：林光
- 螢火（1958年）
- 欲（1958年）
- 花の慕情（1958年）
- 裸の太陽（1958年）
- 道産子（1958年）
- 蟻の街のマリア（1958年）蟻の街のシャンソン（岩谷時子作詞、丸山明宏歌唱）
- 佐久間ダム・総集編（1958年）
- 花のれん（1959年）
- 野火（1959年）
- からたち日記（1959年）
- 男性飼育法（1959年）
- どんと行こうぜ（1959年）
- 鍵（1959年）
- チョゴリザ（1959年）
- 暗道行路（1959年）
- おとうと（1960年）
- ぼんち（1960年）
- わが愛（1960年）
- 女経（1960年）
- 白い崖（1960年）
- 白い牙（1960年）
- 最後の切り札（1960年）
- マッキンレー征服（1960年）
- 猟銃（1961年）
- ゼロの焦点（1961年）
- 黒い十人の女（1961年）
- 愛情の系譜（1961年）
- 別れて生きるときも（1961年）
- 東京夜話（1961年）
- 巨船ネス・サブリン（1961年）
- 私は二歳（1962年）
- 破戒（1962年）
- 背徳のメス（1962年）
- かあちゃん結婚しろよ（1962年）
- 東京湾（1962年）
- 雪之丞変化（1963年）- 共作：八木正生
- 拝啓天皇陛下様（1963年）
- 嘘（1963年）
- 百万人の娘たち（1963年）
- 太平洋ひとりぼっち(1963年) - 共作：武満徹
- 五瓣の椿（1964年）
- 続・拝啓天皇陛下様（1964年）
- 波影（1965年）
- 地獄変（1969年）
- 影の車（1970年）
- 砂の器（1974年）- 音楽監督。作曲は菅野光亮。第29回毎日映画コンクール音楽賞
- 八甲田山（1977年）- 第1回日本アカデミー賞最優秀音楽賞作
- 八つ墓村（1977年）- 第1回日本アカデミー賞最優秀音楽賞作
- 鬼畜（1978年）- 第2回日本アカデミー賞優秀音楽賞作
- 事件（1978年）- 音楽監督。作曲は 松田昌。
- 日蓮（1979年）- 第3回日本アカデミー賞優秀音楽賞作
- 配達されない三通の手紙（1979年）- 第3回日本アカデミー賞優秀音楽賞作
- わるいやつら（1980年）- 第4回日本アカデミー賞優秀音楽賞作
- 震える舌（1980年）- 音楽監督。作曲は小熊達弥。第4回日本アカデミー賞優秀音楽賞作
- 幻の湖（1982年）- 第6回日本アカデミー賞優秀音楽賞作
- 疑惑(1982年) - 共作: 毛利蔵人。第6回日本アカデミー賞優秀音楽賞作

## 放送音楽
- えり子とともに（NHKラジオ、1949年）「初恋の歌」「えり子の歌」（野上彰作詞）
- アメアメコンコ（NHKラジオ、1950年）
- やさしい科学（NHKラジオ、1950年）
- PTAの時間・文化講座（NHKラジオ、1950年）
- 市民の時間（NHKラジオ、1950年）
- エンゼルはいつでも（1951年）- 森永製菓CM曲
- メロディの流れ（NHKラジオ、1952年）
- 海外の話題（NHKラジオ、1952年）
- ぼくちゃん（NHKラジオ、1952年）
- ラジオ音楽教室（NHKラジオ、1953年）
- NHKTVの放送開始及び終了の音楽（NHKテレビ、1953年）
- 秋の歌（ラジオ九州、1953年）- 共作：團伊玖磨、黛敏郎
- かっぱ川太郎（NHKテレビ、1954年）
- 若い日記（NHKテレビ、1954年）
- 放送劇「一度きりの機会」（TBSラジオ、1954年）
- 放送劇「何処にバラの花は咲く」（TBSラジオ、1955年）
- 詩劇「らいおん物語」（TBSラジオ、1958年）
- ひげの生えたパイプ（NHKラジオ、1959年）
- 今日の医学（NHKテレビ、1959年）
- 放送劇「吼えろ」（ABCラジオ、1962年）
- "ドラマ　縮尺9,800万分の1"（NHKテレビ、1963年）
- 赤穂浪士（NHKテレビ、1964年）
- 世界の恋人（1964年）- 日産自動車社歌、企業CM曲
- 松坂屋 テレビバーゲン - イメージ音楽
- 愛の学校クオレ物語（毎日放送、1981年）- オープニングテーマ「クオレ物語」、エンディングテーマ「白い日記」のみ
- 武蔵坊弁慶（NHKテレビ、1986年）- オープニングテーマのみ
- 若い農民（NHK）
- 声くらべのどくらべ子供音楽会（NHK）
- 家庭の音楽（NHK）
- 日曜随想（NHK）
- NHK教養大学（NHK）
- 日本の歩み（NHK）

## 団体歌
- 篠ノ井市の歌（1959年頃、詞：西尾実）
- 日本航空の歌（1963年、詞：谷川俊太郎）
- JALマーチ（1964年、詞：谷川俊太郎）
- 日産自動車社歌 - 「世界の恋人」（1964年、詞：野上彰）
- 曙ブレーキ工業社歌（1966年、詞：社歌制定委員会）
- 三菱電機讃歌（1970年、詞：谷川俊太郎）
- 日本ペイント社歌（1980年、詞：岩谷時子）
- 東京ガス讃歌（1984年、詞：谷川俊太郎）
- ネグロス電工株式会社「山あるところ山を越え」/詞：宮沢章二/1987年
- 東洋レーヨン（現：東レ）労働組合歌/詞：村上政二郎
- 全林野労働組合歌（1955年、詞：鶴野孝典）
- 自治労・組合歌/詞：原口拓三
- 東京ロータリークラブ「いざ友よ」/詞：星野哲郎/1986年
- 慶應義塾大学ワグネル・ソサエティーの歌～管弦楽と男声合唱のために/詞：藤浦洸/1950年
- 松山市の歌（1979年、詞：大野志津根）
- 三鷹市民の歌/詞：河西新太郎
- 大潟村民の歌/詞：村上一栄
- 鹿児島ナポリターナ/詞：ホセ・しばさき
- あけぼの(京都府立大学歌)/詞：小谷勝一(改訂：宮地裕)

## 校歌
- 鳴海ヶ丘幼稚園
- 弘前大学教育学部附属小学校
- 新潟県長岡市立大河津小学校  詞：片桐顕智
- 新潟県柏崎市立鯨波小学校  詞：保坂弘司
- 新潟小学校/詞：西條八十
- 群馬県前橋市立若宮小学校  詞：有川美亀男
- 千葉市立稲毛小学校 詞：松原至夫/1953
- 千葉県市川市立宮田小学校  詞：西條八十/1955
- 千葉県市原市立平三小学校 詞：松原至大 2016年閉校
- 埼玉県皆野町立皆野小学校  詞：金子伊昔紅
- 埼玉県越谷市立蒲生小学校（作詞：下山つとむ）
- 東京都足立区立舎人第一小学校 詞：片岡輝
- 東京都足立区立皿沼小学校 詞：片岡輝
- 東京都足立区立辰沼小学校 詞：村山俊幸
- 東京都葛飾区立道上小学校 詞：勝承夫
- 東京都世田谷区立東玉川小学校 詞：栗原源七
- 東京都渋谷区立富谷小学校 詞：PTA
- 東京都立川市立第七小学校 詞：原田重久/1963
- 東京都西東京（田無）市立谷戸小学校  詞：宮田重雄/1958
- 長野県松本市立鎌田小学校 詞：亀井勝一郎/1957
- 長野県松本市立島内小学校 詞：臼井吉見/1969
- 長野県塩尻市立片丘小学校 詞：西岡実/1968
- 信州大学教育学部附属松本小学校  詞：臼井吉見/1958
- 三重県渡会郡南勢町迫間小学校 詞：楠井不二/1972/廃校
- 長野県平谷小学校・中学校  詞：臼井吉見/1964
- 青森県中津軽郡大浦村外二ケ村学校組合津軽中学校（現：弘前市立津軽中学校）詞：横山武夫/1952
- 宮城県気仙沼市立津谷中学校 詞：水上不二/1958
- 宮城県気仙沼市立大島中学校 詞：水上不二
- 秋田県羽後町立羽後中学校 詞：井上靖/1975
- 福島県石川郡石川町立石川中学校  詞：栗原一登
- 新潟県両津市立東中学校 詞：佐藤春夫（平成24年より統合され、佐渡市立両津中学校となり新校歌が公募され現在は使われていない）
- 新潟県春日村（現：上越市）春日中学校/詞：亀井勝一郎/1957 廃校
- 千葉県千葉市立緑町中学校 詞：松原至大
- 千葉県市原市立八幡中学校 詞：松原至大
- 千葉県市原市東海中学校 詞：市原三郎
- 千葉県君津市立周南中学校
- 埼玉県川口市立元郷中学校 詞：服部嘉香
- 埼玉県さいたま市立本太中学校 詞：本太中学校/1953
- 慶應義塾中等部 詞：折口信夫/1948
- 東京都文京区立第八中学校 詞：校歌選定委員会
- 東京都墨田区立両国中学校 詞：佐藤義美/1950
- 東京都にしみたか学園三鷹市立第二中学校詞：服部嘉香/1957
- 神奈川県藤沢市立長後中学校 詞：草野心平
- 神奈川県相模原市立上溝南中学校 詞：宮沢章二/1983
- 神奈川県箱根町立仙石原中学校 詞：谷馨 2008年閉校
- 長野県東筑摩郡波田町立波田中学校 詞：西尾実/1963
- 長野県安曇野市立堀金中学校  詞：臼井吉見/1953
- 名古屋市立桜丘中学校『天地の』詞：柏木義雄/1986
- 京都教育大学附属京都小中学校中・高等部 詞：伊吹武彦/1957
- 愛媛県大洲市立大洲北中学校 詞：小山龍之輔（北中と南中は同じ学校が分かれて2つになったため同じ歌詞・同じ作曲の校歌を持つ）
- 愛媛県大洲市立大洲南中学校 詞：小山龍之輔（北中と南中は同じ学校が分かれて2つになったため同じ歌詞・同じ作曲の校歌を持つ）
- 長野県 阿南町立阿南第一中学校 詞：西尾実、山下宏/1967
- 広島県廿日市市立大野東中学校 詞：石本美由起
- 北海道赤平茂尻高等学校/詞：藤島宇内/1958？/現在は閉校
- 青森県立弘前南高等学校/詞：小野正文
- 東陵高等学校（宮城県）/詞：佐藤朔
- 山形県立寒河江高等学校
- 常総学院中学校・高等学校（茨城県）/詞：西澤爽
- 群馬県立高崎高等学校/詞：草野心平/1957
- 群馬県立富岡東高等学校/詞：佐藤春夫/1952
- 樹徳高等学校（群馬県）
- 千葉県立鎌ケ谷西高等学校/詞：大賀初太/1981
- 千葉県立佐倉高等学校『第二応援歌』
- 東京都立井草高等学校
- 東京都立竹台高等学校/詞：土岐善麿/1955
- 日体荏原高等学校・桜華女学院（東京都）/詞：室生犀星
- 山梨県立甲府昭和高等学校/金田一春彦/1984
- 静岡県立修善寺工業高等学校/詞：井上靖/1957 2010年、統合により校歌変更。
- 静岡県立吉原工業高等学校
- 三重県立尾鷲高等学校長島校/詞：津坂忍/1958 2008年閉校
- 岐阜県立東濃高等学校/詞：佐藤春夫/1951
- 京都府立洛北高等学校・附属中学校/詞：吉川幸次郎
- 京都府立北稜高等学校/詞：佐藤孝雄
- 京都府立莵道高等学校詞：吉田金彦/1987
- 岡山県立吉備北陵高等学校/詞：楠田清毅 2008年に岡山県立高梁高等学校に統合された。
- 岡山県立矢掛高等学校/詞：小川博史
- 岡山県立琴浦高等学校（2005年岡山県立倉敷鷲羽高等学校に統合し閉校）/詞：柏野勝子
- 岡山県玉野市立玉野商業高等学校（現：玉野市立玉野商工高等学校）
- 徳島県立小松島高等学校校歌/詞：神保光太郎
- 香川県立高松高等学校/詞：川西新太郎
- 鹿児島市立鹿児島女子高等学校/詞：菅原杜子雄/1960
- 高崎商科大学/詞：依光良馨
- 早稲田大学『早稲田の栄光』詞：岩崎巌
- 法政大学学生歌『未来圏から吹く風』/詞：條達夫
- 流通経済大学応援歌「われらが勇者」詞：北耕平
- 紅陵大学（現：拓殖大学）新応援歌/詞：大木敦夫/1949
- 京都府立大学「曙」/詞：小谷勝一
- 大阪産業大学
- 労働大学の歌「われら労大の仲間」/詞：清水克二
- 武蔵野短期大学/詞：田健一
- 大阪社会事業短期大学（1982年廃止）/詞：小野十三郎
- 埼玉県警察学校寮歌/詞：中村彬之助
- 中央協同組合学園/詞：西澤爽/2000年に廃校
- 武蔵野看護専門学校/詞：草野心平/1953

## 編曲
- アイアイゴムテイラ（1984）伊福部昭「ギリヤーク族の古き吟誦歌」第1曲（原曲はピアノ伴奏）をソプラノと管絃楽に編曲。
- ただ憧れを知る者だけが（編曲年不明）チャイコフスキー「6つのロマンス」第6曲を管弦楽曲として編曲。
- 君が代（1967）
- ソ連国歌（1967）